# Мегерань (комуна)
Мегерань, Мегерані (рум. Măgherani) — комуна у повіті Муреш в Румунії. До складу комуни входять такі села (дані про населення за 2002 рік):
- Мегерань (703 особи) — адміністративний центр комуни
- Торба (171 особа)
- Шиля-Ніражулуй (503 особи)

Комуна розташована на відстані 253 км на північ від Бухареста, 26 км на схід від Тиргу-Муреша, 102 км на схід від Клуж-Напоки, 114 км на північний захід від Брашова.

## Населення
За даними перепису населення 2002 року у комуні проживали 2733 особи.
Національний склад населення комуни:
| Національність | Кількість осіб | Відсоток |
| -------------- | -------------- | -------- |
| угорці         | 2602           | 95,2%    |
| цигани         | 92             | 3,4%     |
| румуни         | 39             | 1,4%     |

Рідною мовою назвали:
| Мова      | Кількість осіб | Відсоток |
| --------- | -------------- | -------- |
| угорська  | 2607           | 95,4%    |
| циганська | 86             | 3,1%     |
| румунська | 40             | 1,5%     |

Склад населення комуни за віросповіданням:
| Релігія            | Кількість осіб | Відсоток |
| ------------------ | -------------- | -------- |
| реформати          | 2115           | 77,4%    |
| римо-католики      | 320            | 11,7%    |
| адвентисти         | 78             | 2,9%     |
| православні        | 49             | 1,8%     |
| не релігійні       | 28             | 1,0%     |
| баптисти           | 22             | 0,8%     |
| унітарії           | 7              | 0,3%     |
| не вказали релігію | 2              | 0,1%     |